# Kabupaten Sigi
Kabupaten Sigi är ett kabupaten i Indonesien.   Det ligger i provinsen Sulawesi Tengah, i den centrala delen av landet, 1 600 km öster om huvudstaden Jakarta. Antalet invånare är 215 030. Arean är 5 196 kvadratkilometer.
Terrängen i Kabupaten Sigi är mycket bergig.